# مسابقات قهرمانی ورزش‌های آبی جهان ۲۰۰۷
مسابقات قهرمانی ورزش‌های آبی جهان ۲۰۰۷ دوازدهمین دوره از قهرمانی جهان می‌باشد که از ۱۸ مارس تا ۱ آوریل ۲۰۰۷ در ملبورن، استرالیا برگزار گردید. ۲۱۵۸ ورزشکار از ۱۶۷ کشور در این مسابقات شرکت کردند. مصطفی لارفائوری رئیس فینا رقابت‌های این دوره را «بزرگترین و بهترین در تاریخ» عنوان کرد.

## جدول مدال‌ها
*   کشور میزبان (استرالیا)
| رتبه            | کشور                      | طلا | نقره | برنز | مجموع |
| --------------- | ------------------------- | --- | ---- | ---- | ----- |
| ۱               | ایالات متحده آمریکا (USA) | ۲۱  | ۱۴   | ۵    | ۴۰    |
| ۲               | روسیه (RUS)               | ۱۱  | ۶    | ۸    | ۲۵    |
| ۳               | استرالیا (AUS)*           | ۹   | ۹    | ۸    | ۲۶    |
| ۴               | چین (CHN)                 | ۹   | ۵    | ۲    | ۱۶    |
| ۵               | فرانسه (FRA)              | ۳   | ۲    | ۲    | ۷     |
| ۶               | آلمان (GER)               | ۲   | ۵    | ۴    | ۱۱    |
| ۷               | لهستان (POL)              | ۲   | ۱    | ۱    | ۴     |
| ۸               | آفریقای جنوبی (RSA)       | ۲   | ۰    | ۱    | ۳     |
| ۹               | ژاپن (JPN)                | ۱   | ۴    | ۸    | ۱۳    |
| ۱۰              | کانادا (CAN)              | ۱   | ۳    | ۱    | ۵     |
| ۱۱              | ایتالیا (ITA)             | ۱   | ۲    | ۶    | ۹     |
| ۱۲              | سوئد (SWE)                | ۱   | ۱    | ۱    | ۳     |
| ۱۳              | اوکراین (UKR)             | ۱   | ۰    | ۱    | ۲     |
| ۱۳              | کرهٔ جنوبی (KOR)           | ۱   | ۰    | ۱    | ۲     |
| ۱۵              | کرواسی (CRO)              | ۱   | ۰    | ۰    | ۱     |
| ۱۶              | اسپانیا (ESP)             | ۰   | ۴    | ۳    | ۷     |
| ۱۷              | بریتانیای کبیر (GBR)      | ۰   | ۲    | ۳    | ۵     |
| ۱۷              | هلند (NED)                | ۰   | ۲    | ۳    | ۵     |
| ۱۹              | زیمبابوه (ZIM)            | ۰   | ۲    | ۰    | ۲     |
| ۲۰              | مجارستان (HUN)            | ۰   | ۱    | ۱    | ۲     |
| ۲۱              | بلاروس (BLR)              | ۰   | ۱    | ۰    | ۱     |
| ۲۱              | سوئیس (SUI)               | ۰   | ۱    | ۰    | ۱     |
| ۲۳              | اتریش (AUT)               | ۰   | ۰    | ۱    | ۱     |
| ۲۳              | دانمارک (DEN)             | ۰   | ۰    | ۱    | ۱     |
| ۲۳              | مصر (EGY)                 | ۰   | ۰    | ۱    | ۱     |
| ۲۳              | ونزوئلا (VEN)             | ۰   | ۰    | ۱    | ۱     |
| ۲۳              | یونان (GRE)               | ۰   | ۰    | ۱    | ۱     |
| مجموع (۲۷ کشور) | مجموع (۲۷ کشور)           | ۶۶  | ۶۵   | ۶۴   | ۱۹۵   |

در پایان این رقابت‌ها، تونس با یک مدال طلا و یک نقره، که هر دو توسط اسامه الملولی به دست آمده بودند در جدول مدال‌ها قرار داشت. با این حال، در ۱۱ سپتامبر ۲۰۰۷، دادگاه داوری ورزش در لوزان، سوئیس این نتایج و مدال‌ها را با محرومیت ۱۸ ماهۀ ملولی از شرکت در رقابت‌ها، به دلیل دوپینگ با آمفتامین که در ۳۰ اکتبر ۲۰۰۶ اعلام شده بود، باطل اعلام کرد.

## نتایج

### شنا

#### جدول مدال‌ها
*   کشور میزبان (استرالیا)
| رتبه            | کشور                | طلا | نقره | برنز | مجموع |
| --------------- | ------------------- | --- | ---- | ---- | ----- |
| ۱               | ایالات متحده آمریکا | ۲۰  | ۱۳   | ۳    | ۳۶    |
| ۲               | استرالیا            | ۹   | ۷    | ۰    | ۱۶    |
| ۳               | فرانسه              | ۲   | ۲    | ۲    | ۶     |
| ۴               | لهستان              | ۲   | ۱    | ۱    | ۴     |
| ۵               | آفریقای جنوبی       | ۲   | ۰    | ۱    | ۳     |
| ۶               | ژاپن                | ۱   | ۲    | ۴    | ۷     |
| ۷               | ایتالیا             | ۱   | ۱    | ۴    | ۶     |
| ۸               | سوئد                | ۱   | ۱    | ۱    | ۳     |
| ۹               | اوکراین             | ۱   | ۰    | ۱    | ۲     |
| ۹               | کانادا              | ۱   | ۰    | ۱    | ۲     |
| ۹               | کره جنوبی           | ۱   | ۰    | ۱    | ۲     |
| ۱۲              | آلمان               | ۰   | ۳    | ۱    | ۴     |
| ۱۳              | روسیه               | ۰   | ۲    | ۳    | ۵     |
| ۱۳              | هلند                | ۰   | ۲    | ۳    | ۵     |
| ۱۵              | زیمبابوه            | ۰   | ۲    | ۰    | ۲     |
| ۱۶              | بریتانیای کبیر      | ۰   | ۱    | ۳    | ۴     |
| ۱۷              | چین                 | ۰   | ۱    | ۱    | ۲     |
| ۱۸              | بلاروس              | ۰   | ۱    | ۰    | ۱     |
| ۱۸              | سوئیس               | ۰   | ۱    | ۰    | ۱     |
| ۲۰              | اتریش               | ۰   | ۰    | ۱    | ۱     |
| ۲۰              | دانمارک             | ۰   | ۰    | ۱    | ۱     |
| ۲۰              | مجارستان            | ۰   | ۰    | ۱    | ۱     |
| ۲۰              | ونزوئلا             | ۰   | ۰    | ۱    | ۱     |
| مجموع (۲۳ کشور) | مجموع (۲۳ کشور)     | ۴۱  | ۴۰   | ۳۴   | ۱۱۵   |

#### خلاصه مدال‌ها
نکته
- WR - رکورد جهانی
- CR - رکورد رقابت‌های قهرمانی جهان

##### رویداد مردان
| رویداد                        | طلا | طلا        | نقره | نقره     | برنز | برنز     |
| ۵۰ متر آزاد جزئیات            | بن وایدمن-توبرینر · ایالات متحده آمریکا                                                                          | ۲۱٫۸۸      | کالن جونز · ایالات متحده آمریکا                                                                                        | ۲۱٫۹۴    | استفان نیستراند · سوئد                                                                                                   | ۲۱٫۹۷    |
| ۱۰۰ متر آزاد جزئیات           | فیلیپو ماگنینی · ایتالیا · برنت هایدن · کانادا                                                                   | ۴۸٫۴۳      | |          | ایمون سالیوان · استرالیا                                                                                                 | ۴۸٫۴۷    |
| ۲۰۰ متر آزاد جزئیات           | مایکل فلپس · ایالات متحده آمریکا                                                                                 | ۱:۴۳٫۸۶ WR | پیتر وان دن هوخنباند · هلند                                                                                            | ۱:۴۶٫۲۸  | پارک تای-وان · کره جنوبی                                                                                                 | ۱:۴۶٫۷۳  |
| ۴۰۰ متر آزاد جزئیات           | پارک تای-وان · کره جنوبی                                                                                         | ۳:۴۴٫۳۰    | گرنت هاکت · استرالیا                                                                                                   | ۳:۴۵٫۴۳  | یوری پریلوکف · روسیه | ۳:۴۵:۴۷  |
| ۸۰۰ متر آزاد جزئیات           | پرزمیسلاو استانچیک · لهستان                                                                                      | ۷:۴۷٫۹۱    | کریگ استیونز (شناگر) · استرالیا                                                                                        | ۷:۴۸٫۶۷  | فدریکو کولبرتالدو · ایتالیا                                                                                              | ۷:۴۹٫۹۸  |
| ۱۵۰۰ متر آزاد جزئیات          | ماتئوس ساومیرویچ · لهستان                                                                                        | ۱۴:۴۵٫۹۴   | یوری پریلوکف · روسیه                                                                                                   | ۱۴:۴۷٫۲۹ | دیوید دیویس · بریتانیای کبیر                                                                                             | ۱۴:۵۱٫۲۱ |
|                               | |            | |          | |          |
| ۵۰ متر کرال پشت جزئیات        | جرهاردوس زندبرگ · آفریقای جنوبی                                                                                  | ۲۴٫۹۸      | توماس روپرات · آلمان                                                                                                   | ۲۵٫۲۰    | لیام تانکوک · بریتانیای کبیر                                                                                             | ۲۵٫۲۳    |
| ۱۰۰ متر کرال پشت جزئیات       | ایرن پیرسل · ایالات متحده آمریکا                                                                                 | ۵۲٫۹۸ WR   | رایان لاکتی · ایالات متحده آمریکا                                                                                      | ۵۳٫۵۰    | لیام تانکوک · بریتانیای کبیر                                                                                             | ۵۳٫۶۱    |
| ۲۰۰ متر کرال پشت جزئیات       | رایان لاکتی · ایالات متحده آمریکا                                                                                | ۱:۵۴٫۳۲ WR | ایرن پیرسل · ایالات متحده آمریکا                                                                                       | ۱:۵۴٫۸۰  | مارکوس روگان · اتریش | ۱:۵۶٫۰۲  |
|                               | |            | |          | |          |
| ۵۰ متر کرال سینه جزئیات       | اولگ لیسوهور · اوکراین                                                                                           | ۲۷٫۶۶      | برندان هانسن · ایالات متحده آمریکا                                                                                     | ۲۷٫۶۹    | کامرون فن در بورگ · آفریقای جنوبی                                                                                        | ۲۷٫۸۸    |
| ۱۰۰ متر کرال سینه جزئیات      | برندان هانسن · ایالات متحده آمریکا                                                                               | ۵۹٫۸۰      | کسوکه کیتاجیما · ژاپن                                                                                                  | ۵۹٫۹۶    | برنتون ریکارد · استرالیا                                                                                                 | ۱:۰۰٫۵۸  |
| ۲۰۰ متر کرال سینه جزئیات      | کسوکه کیتاجیما · ژاپن                                                                                            | ۲:۰۹٫۸۰    | برنتون ریکارد · استرالیا                                                                                               | ۲:۱۰٫۹۹  | لوریس فاچی · ایتالیا | ۲:۱۱٫۰۳  |
|                               | |            | |          | |          |
| ۵۰ متر پروانه جزئیات          | رولاند مارک شومن · آفریقای جنوبی                                                                                 | ۲۳٫۱۸      | ایان کروکر · ایالات متحده آمریکا                                                                                       | ۲۳٫۴۷    | جیکوب آندکیر · دانمارک                                                                                                   | ۲۳٫۵۶    |
| ۱۰۰ متر پروانه جزئیات         | مایکل فلپس · ایالات متحده آمریکا                                                                                 | ۵۰٫۷۷      | ایان کروکر · ایالات متحده آمریکا                                                                                       | ۵۰٫۸۲    | آلبرت سوبیراتس · ونزوئلا                                                                                                 | ۵۱٫۸۲    |
| ۲۰۰ متر پروانه جزئیات         | مایکل فلپس · ایالات متحده آمریکا                                                                                 | ۱:۵۲٫۰۹ WR | وو پنگ · چین | ۱:۵۵٫۱۳  | نیکولای اسکورتسوف · روسیه                                                                                                | ۱:۵۵٫۲۲  |
|                               | |            | |          | |          |
| ۲۰۰ متر مختلط انفرادی جزئیات  | مایکل فلپس · ایالات متحده آمریکا                                                                                 | ۱:۵۴٫۹۸ WR | رایان لاکتی · ایالات متحده آمریکا                                                                                      | ۱:۵۶٫۱۹  | لاسلو چه · مجارستان | ۱:۵۶٫۹۲  |
| ۴۰۰ متر مختلط انفرادی جزئیات  | مایکل فلپس · ایالات متحده آمریکا                                                                                 | ۴:۰۶:۲۲ WR | رایان لاکتی · ایالات متحده آمریکا                                                                                      | ۴:۰۹٫۷۴  | لوکا مارین · ایتالیا | ۴:۰۹٫۸۸  |
|                               | |            | |          | |          |
| ۱۰۰×۴ متر آزاد امدادی جزئیات  | ایالات متحده آمریکا · مایکل فلپس (۴۸٫۴۲) · نیل والکر (۴۸٫۳۱) · کالن جونز (۴۸٫۶۷) · جیسون لازاک (۴۷٫۳۲)           | ۳:۱۲٫۷۲ CR | ایتالیا · ماسیمیلیانو روسولینو (۴۹٫۳۵) · Alessandro Calvi (۴۹٫۰۶) · Christian Galenda (۴۸٫۴۵) · فیلیپو ماگنینی (۴۷٫۱۸) | ۳:۱۴٫۰۴  | فرانسه · فابیان ژیلو (۴۹٫۱۸) · فردریک بوسکه (۴۸٫۴۸) · جولیان سیکو (۴۸٫۸۴) · آلن برنار (۴۸٫۱۸)                            | ۳:۱۴٫۶۸  |
| ۲۰۰×۴ متر آزاد امدادی جزئیات  | ایالات متحده آمریکا · مایکل فلپس (۱:۴۵٫۳۶) · رایان لاکتی (۱:۴۵٫۸۶) · کلت کلر (۱:۴۶٫۳۱) · پیتر واندرکای (۱:۴۵٫۷۱) | ۷:۰۳٫۲۴ WR | استرالیا · پاتریک مورفی (شناگر) (۱:۴۸٫۵۵) · Andrew Mewing (۱:۴۷٫۵۲) · گرانت بریتز (۱:۴۸٫۲۱) · کنریک مونک (۱:۴۵٫۷۷)     | ۷:۱۰٫۰۵  | کانادا · براین جونز (۱:۴۸٫۴۶) · برنت هایدن (۱:۴۶٫۵۹) · ریک سای (۱:۴۷٫۵۹) · اندرو هارد (۱:۴۸٫۰۶)                          | ۷:۱۰٫۷۰  |
| ۱۰۰×۴ متر مختلط امدادی جزئیات | استرالیا · مت ولش (۵۴٫۷۸) · برنتون ریکارد (۵۹٫۶۳) · اندرو لاترستین (۵۲٫۶۳) · ایمون سالیوان (۴۷٫۸۹)               | ۳:۳۴٫۹۳    | ژاپن · تومومی موریتا (۵۴٫۷۶) · کسوکه کیتاجیما (۵۹٫۲۳) · تاکاشی یاماموتو (شناگر) (۵۱٫۹۰) · داسوکه هوسوکاوا (۴۹٫۲۷)      | ۳:۳۵٫۱۶  | روسیه · ارکادی ویاتکانین (۵۴٫۰۸) · Dmitry Komornikov (۱:۰۰٫۶۵) · نیکولای اسکورتسوف (شناگر) (۵۲.۱۳) · یوگنی لاونف (۴۸٫۶۵) | ۳:۳۵٫۵۱  |

##### رویداد زنان
| رویداد                        | طلا | طلا         | نقره | نقره     | برنز                                                                                                  | برنز     |
| ۵۰ متر آزاد جزئیات            | لیبی تریکت · استرالیا                                                                                            | ۲۴٫۵۳       | تریس الشمر · سوئد                                                                                                | ۲۴٫۶۲    | مرلین فلدهویش · هلند                                                                                  | ۲۴٫۷۰    |
| ۱۰۰ متر آزاد جزئیات           | لیبی تریکت · استرالیا                                                                                            | ۵۳٫۴۰ CR    | مرلین فلدهویش · هلند                                                                                             | ۵۳٫۷۰    | بریتا اشتفن · آلمان                                                                                   | ۵۳٫۷۴    |
| ۲۰۰ متر آزاد جزئیات           | لر مانودو · فرانسه                                                                                               | ۱:۵۵٫۵۲ WR  | آنیکا لورز · آلمان                                                                                               | ۱:۵۵٫۶۸  | فدریکا پلگرینی · ایتالیا                                                                              | ۱:۵۶٫۹۷  |
| ۴۰۰ متر آزاد جزئیات           | لر مانودو · فرانسه                                                                                               | ۴:۰۲٫۶۱ CR  | اوتیلیا جیرچاک · لهستان                                                                                          | ۴:۰۴٫۲۳  | آی شیباتا · ژاپن                                                                                      | ۴:۰۵٫۱۹  |
| ۸۰۰ متر آزاد جزئیات           | کیت زیگلر · ایالات متحده آمریکا                                                                                  | ۸:۱۸٫۵۲ CR  | لر مانودو · فرانسه                                                                                               | ۸:۱۸٫۸۰  | هیلی پیرسل · ایالات متحده آمریکا                                                                      | ۸:۲۶٫۴۱  |
| ۱۵۰۰ متر آزاد جزئیات          | کیت زیگلر · ایالات متحده آمریکا                                                                                  | ۱۵:۵۳٫۰۵ CR | فلاویا ریگامونتی · سوئیس                                                                                         | ۱۵:۵۵٫۳۸ | آی شیباتا · ژاپن                                                                                      | ۱۵:۵۸٫۵۵ |
|                               | |             | |          | |          |
| ۵۰ متر کرال پشت جزئیات        | لیلا وزیری · ایالات متحده آمریکا                                                                                 | (۲۸٫۱۶ WR   | الکساندرا گراسیمنیا · بلاروس                                                                                     | ۲۸٫۴۶    | تایلیا زیمر · استرالیا                                                                                | ۲۸٫۵۰    |
| ۱۰۰ متر کرال پشت جزئیات       | ناتالی کاگلین · ایالات متحده آمریکا                                                                              | ۵۹٫۴۴ WR    | لر مانودو · فرانسه                                                                                               | ۵۹٫۸۷    | ریکو ناکامورا · ژاپن                                                                                  | ۱:۰۰٫۴۰  |
| ۲۰۰ متر کرال پشت جزئیات       | مارگارت هولزر · ایالات متحده آمریکا                                                                              | ۲:۰۷٫۱۶ CR  | کیرستی کونتری · زیمبابوه                                                                                         | ۲:۰۷٫۵۴  | ریکو ناکامورا · ژاپن                                                                                  | ۲:۰۸٫۵۴  |
|                               | |             | |          | |          |
| ۵۰ متر کرال سینه جزئیات       | جسیکا هاردی · ایالات متحده آمریکا                                                                                | ۳۰٫۶۳       | لیسل جونز · استرالیا                                                                                             | ۳۰٫۷۰    | تارا کرک · ایالات متحده آمریکا                                                                        | ۳۱٫۰۵    |
| ۱۰۰ متر کرال سینه جزئیات      | لیسل جونز · استرالیا                                                                                             | ۱:۰۵٫۷۲ CR  | تارا کرک · ایالات متحده آمریکا                                                                                   | ۱:۰۶٫۳۴  | گانا خلیستونوا · اوکراین                                                                              | ۱:۰۷٫۲۷  |
| ۲۰۰ متر کرال سینه جزئیات      | لیسل جونز · استرالیا                                                                                             | ۲:۲۱٫۸۴     | کیرستی بالفور · بریتانیای کبیر · مگان جندریک · ایالات متحده آمریکا                                               | ۲:۲۵٫۹۴  | |          |
|                               | |             | |          | |          |
| ۵۰ متر پروانه جزئیات          | تریس الشمر · سوئد                                                                                                | ۲۵٫۹۱       | دنی میاتکه · استرالیا                                                                                            | ۲۶٫۰۵    | اینخه دکر · هلند                                                                                      | ۲۶٫۱۱    |
| ۱۰۰ متر پروانه جزئیات         | لیبی تریکت · استرالیا                                                                                            | ۵۷٫۱۵ CR    | جسیکا شیپر · استرالیا                                                                                            | ۵۷٫۲۴    | ناتالی کاگلین · ایالات متحده آمریکا                                                                   | ۵۷٫۳۴    |
| ۲۰۰ متر پروانه جزئیات         | جسیکا شیپر · استرالیا                                                                                            | ۲:۰۶٫۳۹     | کیم واندنبرگ · ایالات متحده آمریکا                                                                               | ۲:۰۶٫۷۱  | اوتیلیا جیرچاک · لهستان                                                                               | ۲:۰۶٫۹۰  |
|                               | |             | |          | |          |
| ۲۰۰ متر مختلط انفرادی جزئیات  | کیتی هاف · ایالات متحده آمریکا                                                                                   | ۲:۱۰٫۱۳ CR  | کیرستی کونتری · زیمبابوه                                                                                         | ۲:۱۰٫۷۶  | استفانی رایس · استرالیا                                                                               | ۲:۱۱٫۴۲  |
| ۴۰۰ متر مختلط انفرادی جزئیات  | کیتی هاف · ایالات متحده آمریکا                                                                                   | ۴:۳۲٫۸۹ WR  | Yana Martynova · روسیه                                                                                           | ۴:۴۰٫۱۴  | استفانی رایس · استرالیا                                                                               | ۴:۴۱٫۱۹  |
|                               | |             | |          | |          |
| ۱۰۰×۴ متر آزاد امدادی جزئیات  | استرالیا · لیبی تریکت (۵۳٫۴۲) · ملانی اشلانگر (۵۳٫۹۵) · شین ریس (۵۴٫۹۰) · جودی هنری (۵۳٫۲۱)                      | ۳:۳۵٫۴۸ CR  | ایالات متحده آمریکا · ناتالی کاگلین (۵۴٫۱۳) · لیسی نیمیر (۵۳٫۵۰) · آماندا ویر (۵۴٫۰۲) · کارا لین جویس (۵۴.۰۳)    | ۳:۳۵٫۶۸  | هلند · اینخه دکر (۵۴٫۵۷) · رانومی کروموویدیویو (۵۴٫۸۲) · فمکه هیمسکرک (۵۴٫۱۳) · مرلین فلدهویش (۵۳٫۲۹) | ۳:۳۶٫۸۱  |
| ۲۰۰×۴ متر آزاد امدادی جزئیات  | ایالات متحده آمریکا · ناتالی کاگلین (۱:۵۶٫۴۳) · دینا وولمر (۱:۵۷٫۴۹) · لیسی نیمیر (۱:۵۹٫۱۹) · کیتی هاف (۱:۵۶.۹۸) | ۷:۵۰٫۰۹ WR  | آلمان · میک فریتاگ (۱:۵۹٫۵۶) · بریتا اشتفن (۱:۵۷٫۵۸) · پترا دلمن (۲:۰۰٫۴۰) · آنیکا لورز (۱:۵۶٫۲۸)                | ۷:۵۳٫۸۲  | فرانسه · آلنا پاپ‌چانکا (۱:۵۷٫۸۶) · سوفی اوبر (۱:۵۸٫۸۰) · اورور مونژل (۲:۰۱٫۰۴) · لر مانودو (۱:۵۸٫۲۶)  | ۷:۵۵٫۹۶  |
| ۱۰۰×۴ متر مختلط امدادی جزئیات | استرالیا · امیلی سیبوهم (۱:۰۰٫۷۹) · لیسل جونز (۱:۰۴٫۹۴) · جسیکا شیپر (۵۷٫۱۸) · لیبی تریکت (۵۲٫۸۳)                | ۳:۵۵٫۷۴ WR  | ایالات متحده آمریکا · ناتالی کاگلین (۱:۰۰٫۶۶) · تارا کرک (۱:۰۶٫۳۷) · ریچل کومیسارز (۵۷٫۰۶)) · لیسی نیمیر (۵۴.۲۲) | ۳:۵۸٫۳۱  | چین · خو تیانلونگزی (۱:۰۱٫۰۶) · لئو نان (۱:۰۹٫۰۸) · زو یافی (۵۷٫۸۴) · ژو یان‌وی (۵۳٫۹۹)                | ۴:۰۱     |

### شیرجه

#### جدول مدال‌ها
*   کشور میزبان 
  *   کشور میزبان ( استرالیا)
| رتبه           | کشور                | طلا | نقره | برنز | مجموع |
| -------------- | ------------------- | --- | ---- | ---- | ----- |
| ۱              | چین                 | ۹   | ۴    | ۱    | ۱۴    |
| ۲              | روسیه               | ۱   | ۱    | ۲    | ۴     |
| ۳              | کانادا              | ۰   | ۳    | ۰    | ۳     |
| ۴              | آلمان               | ۰   | ۱    | ۳    | ۴     |
| ۵              | استرالیا*           | ۰   | ۱    | ۱    | ۲     |
| ۶              | ایتالیا             | ۰   | ۰    | ۲    | ۲     |
| ۷              | ایالات متحده آمریکا | ۰   | ۰    | ۱    | ۱     |
| مجموع (۷ کشور) | مجموع (۷ کشور)      | ۱۰  | ۱۰   | ۱۰   | ۳۰    |

#### خلاصه مدال‌ها

##### مردان
| رویداد                        | طلا                                | طلا    | نقره                                     | نقره   | برنز                                                | برنز   |
| تخته فنری ۱ متر جزئیات        | لو یوتونگ · چین                    | ۴۷۷٫۴۰ | هه چونگ · چین                            | ۴۶۹٫۸۵ | Christopher Sacchin · ایتالیا                       | ۴۴۱٫۴۰ |
| تخته فنری ۳ متر جزئیات        | چین کای · چین                      | ۵۴۵٫۳۵ | الکساندر دپاتی · کانادا                  | ۵۱۸٫۶۵ | دمیتری سوتین · روسیه                                | ۵۱۷٫۱۰ |
| سکوی ۱۰ متر جزئیات            | گلب گالپرین · روسیه                | ۵۵۴٫۷۰ | ژو لوکسین · چین                          | ۵۱۹٫۱۵ | لین یو · چین                                        | ۵۱۳٫۷۰ |
| تخته فنری ۳ متر هماهنگ جزئیات | چین کای · وانگ فنگ (شیرجه‌رو) · چین | ۴۵۸٫۷۶ | الکساندر دپاتی · Arturo Miranda · کانادا | ۴۱۸٫۹۲ | توبیاس شلنبرگ · آندرئاس ولس · آلمان                 | ۴۱۴٫۵۴ |
| سکوی ۱۰ متر هماهنگ جزئیات     | هو لیانگ · لین یو · چین            | ۴۸۹٫۴۸ | دیمیتری دوبروسکوک · گلب گالپرین · روسیه  | ۴۶۷٫۱۶ | دیوید بودایا · Thomas Finchum · ایالات متحده آمریکا | ۴۶۳٫۵۶ |

##### زنان
| رویداد                        | طلا                             | طلا    | نقره                              | نقره   | برنز                                       | برنز   |
| تخته فنری ۱ متر جزئیات        | هه زی · چین                     | ۳۱۶٫۶۵ | بلیث هارتلی · کانادا              | ۳۱۱٫۲۰ | یولیا پاخالینا · روسیه                     | ۳۰۴٫۶۰ |
| تخته فنری ۳ متر جزئیات        | گوو جینگ‌جینگ · چین              | ۳۸۱٫۷۵ | وو مینکسیا · چین                  | ۳۶۸٫۸۰ | تانیا کاگنوتو · ایتالیا                    | ۳۴۱٫۷۰ |
| سکوی ۱۰ متر جزئیات            | وانگ شین (شیرجه‌رو) · چین        | ۴۳۲٫۸۵ | چن رولین · چین                    | ۴۱۰٫۳۰ | Christin Steuer · آلمان                    | ۳۸۶٫۸۵ |
| تخته فنری ۳ متر هماهنگ جزئیات | وو مینکسیا · گوو جینگ‌جینگ · چین | ۳۵۵٫۸۰ | دیته کوتزیان · هایک فیشر · آلمان  | ۳۱۸٫۴۵ | Sharleen Stratton · برایونی کول · استرالیا | ۳۱۳٫۱۴ |
| سکوی ۱۰ متر هماهنگ جزئیات     | Jia Tong · چن رولین · چین       | ۳۶۱٫۳۲ | برایونی کول · ملیسا وو · استرالیا | ۳۲۴٫۰۰ | Annett Gamm · Nora Subschinski · آلمان     | ۳۰۶٫۶۳ |

### شنای موزون

#### جدول مدال‌ها
| مکان  | کشور                | 1 | 2 | 3 | مجموع |
| ----- | ------------------- | - | - | - | ----- |
| ۱     | روسیه               | ۶ | ۱ | ۰ | ۷     |
| ۲     | فرانسه              | ۱ | ۰ | ۰ | ۱     |
| ۳     | اسپانیا             | ۰ | ۴ | ۲ | ۶     |
| ۴     | ژاپن                | ۰ | ۲ | ۴ | ۶     |
| ۵     | ایالات متحده آمریکا | ۰ | ۰ | ۱ | ۱     |
|       |                     |   |   |   |       |
| مجموع | مجموع               | ۷ | ۷ | ۷ | ۲۱    |

#### خلاصه مدال‌ها
| رویداد             | طلا                                                  | نقره                                      | برنز                                        |
| روتین آزاد ترکیبی  | روسیه (RUS) · ۹۹٫۰۰۰                                 | ژاپن (JPN) · ۹۷٫۸۳۳                       | ایالات متحده آمریکا (USA) · ۹۶٫۵۰۰          |
| روتین فنی تک نفره  | ناتالیا ایشچنکو (RUS) · ۹۹٫۰۰۰                       | جما منگوآل (ESP) · ۹۸٫۰۰۰                 | سائو هرادا (JPN) · ۹۶٫۸۳۳                   |
| روتین فنی دو نفره  | آناستازیا داویدووا آناستازیا یرماکووا (RUS) · ۹۸٫۸۳۳ | جما منگوآل پائولا تیراندوس (ESP) · ۹۷٫۵۰۰ | سائو هرادا امیکو سوزوکی (JPN) · ۹۷٫۱۶۷      |
| روتین فنی تیمی     | روسیه (RUS) · ۹۹٫۰۰۰                                 | ژاپن (JPN) · ۹۷٫۸۳۳                       | اسپانیا (ESP) · ۹۷٫۱۶۷                      |
| روتین آزاد تک نفره | ویرژینی دودیو (FRA) · ۹۹٫۵۰۰                         | ناتالیا ایشچنکو (RUS) · ۹۸٫۵۰۰            | جما منگوآل (ESP) · ۹۸٫۰۰۰                   |
| روتین آزاد دو نفره | آناستازیا داویدووا آناستازیا یرماکووا (RUS) · ۹۹٫۳۳۳ | جما منگوآل پائولا تیراندوس (ESP) · ۹۸٫۵۰۰ | امیکو سوزوکی Ayako Matsumura (JPN) · ۹۸٫۰۰۰ |
| روتین آزاد تیمی    | روسیه (RUS) · ۹۹٫۰۰۰                                 | اسپانیا (ESP) · ۹۸٫۵۰۰                    | ژاپن (JPN) · ۹۷٫۳۳۴                         |

### شنا در آب‌های آزاد

#### جدول مدال‌ها
| رتبه           | کشور                      | طلا | نقره | برنز | مجموع |
| -------------- | ------------------------- | --- | ---- | ---- | ----- |
| ۱              | روسیه (RUS)               | ۴   | ۲    | ۲    | ۸     |
| ۲              | آلمان (GER)               | ۲   | ۱    | ۰    | ۳     |
| ۳              | ایالات متحده آمریکا (USA) | ۰   | ۱    | ۰    | ۱     |
| ۳              | ایتالیا (ITA)             | ۰   | ۱    | ۰    | ۱     |
| ۳              | بریتانیای کبیر (GBR)      | ۰   | ۱    | ۰    | ۱     |
| ۶              | استرالیا (AUS)            | ۰   | ۰    | ۲    | ۲     |
| ۷              | مصر (EGY)                 | ۰   | ۰    | ۱    | ۱     |
| ۷              | یونان (GRE)               | ۰   | ۰    | ۱    | ۱     |
| مجموع (۸ کشور) | مجموع (۸ کشور)            | ۶   | ۶    | ۶    | ۱۸    |

- رکورد(*)

#### خلاصه مدال‌ها

##### مردان
| رویداد            | Gold                                 | Silver                              | Bronze                             |
| ۵ کیلومتر جزئیات  | توماس لورز (GER) · ۵۶:۴۹٫۶           | اوگنی دراتسف (RUS) · ۵۶:۵۰٫۷        | اسپیریدون یانیوتیس (GRE) · ۵۶:۵۶٫۶ |
| ۱۰ کیلومتر جزئیات | Vladimir Dyatchin (RUS) · ۱:۵۵:۳۲٫۵۲ | توماس لورز (GER) · ۱:۵۵:۳۲٫۵۸       | اوگنی دراتسف (RUS) · ۱:۵۵:۴۷٫۳۱    |
| ۲۵ کیلومتر جزئیات | Yuri Kudinov (RUS) · ۵:۱۶:۴۵٫۵۵      | Marco Formentini (ITA) · ۵:۱۸:۳۶٫۸۰ | Mohamed Zanaty (EGY) · ۵:۱۹:۲۳٫۲۳  |

##### زنان
| رویداد            | Gold                             | Silver                                   | Bronze                                  |
| ۵ کیلومتر جزئیات  | لاریسا ایلچنکو (RUS) · ۱:۰۰:۴۱٫۳ | Ekaterina Seliverstova (RUS) · ۱:۰۰:۴۳٫۶ | Kate Brookes-Peterson (AUS) · ۱:۰۰:۴۷٫۶ |
| ۱۰ کیلومتر جزئیات | لاریسا ایلچنکو (RUS) · ۲:۰۳:۵۷٫۹ | کسی پاتن (GBR) · ۲:۰۳:۵۸٫۹               | Kate Brookes-Peterson (AUS) · ۲:۰۳:۵۹٫۵ |
| ۲۵ کیلومتر جزئیات | Britta Kamrau (GER) · ۵:۳۷:۱۱٫۶۶ | کیلین کلر (USA) · ۵:۳۹:۳۹٫۶۲             | سنیا پوپوا (RUS) · ۵:۳۹:۵۱٫۵۱           |

### واترپلو

#### جدول مدال‌ها
| رتبه           | کشور                      | طلا | نقره | برنز | مجموع |
| -------------- | ------------------------- | --- | ---- | ---- | ----- |
| ۱              | ایالات متحده آمریکا (USA) | ۱   | ۰    | ۰    | ۱     |
| ۱              | کرواسی (CRO)              | ۱   | ۰    | ۰    | ۱     |
| ۳              | استرالیا (AUS)            | ۰   | ۱    | ۰    | ۱     |
| ۳              | مجارستان (HUN)            | ۰   | ۱    | ۰    | ۱     |
| ۵              | اسپانیا (ESP)             | ۰   | ۰    | ۱    | ۱     |
| ۵              | روسیه (RUS)               | ۰   | ۰    | ۱    | ۱     |
| مجموع (۶ کشور) | مجموع (۶ کشور)            | ۲   | ۲    | ۲    | ۶     |

#### خلاصه مدال‌ها
| رویداد       | طلا | نقره | برنز |
| مردان جزئیات | کرواسی سمیر باراچ · میهو بوشکوویچ · دامیر بوریچ (بازیکن واترپلو) · آندرو بوشلیه · Teo Đogaš · ایگور هینیچ · مارو یوکوویچ · Aljoša Kunac · Pavo Marković · یوسیپ پاویچ · Mile Smodlaka · فرانو ویچان · دزسلاف وردولجک · سرمربی · راتکو رودیچ | مجارستانتیبور بندک · پیتر بیروش · رایموند فودور · تاماش کاشاش · گابور کیش · گرگلی کیش · نوربرت ماداراس · تاماش مولنار · ویکتور نادی · زولتان سیچی · Márton Szivós · دانیل وارگا · دینش وارگا · سرمربی · دینش کمینی  | اسپانیاIñaki Aguilar · آنخل آندرئو · Iván Gallego · Mario García · خاویر گارسیا (بازیکن واترپلو) · David Martín · Marc Minguell · Guillermo Molina · Iván Pérez · Felipe Perrone · Ricardo Perrone · Svilen Piralkov · Xavier Vallès · سرمربی · Rafael Aguilar                                            |
| زنان جزئیات  | ایالات متحده آمریکا الیزابت آرمسترانگ · پتی کاردناس · کامی کریگ · ناتالی گلدا · آلیسون گریگورکا · بریتنی هیز · خیمه کمر · اریکا لورنز · هیتر پتری · موریا ون نورمن · برندا ویلا · لورن ونگر · السی ویندس · سرمربی · Guy Baker               | استرالیاجما بیدزورث · نیکیتا کاف · سوزی فریزر · تانیله گوفرز · کیت گینتر · Gemma Hadley · امی هتزل · برونون ناکس · اما ناکس · آلیشیا مک‌کورماک · ملیسا ریپون · ربکا ریپون · میا سانتورومیتو · سرمربی · Greg McFadden | روسیهValentina Vorontsova · Natalya Shepelina · Ekaterina Zubacheva · صوفیا کونوخ · Alena Vylegzhanina · نادژدا گلیزینا-فدوتووا · اکاترینا لیسونوا · اوگنیا سوبولوا · Natalya Ryzhova-Alenicheva · Olga Fomicheva · النا اسموروا · Anastasia Zubkova · Maria Kovtunovskaya · سرمربی · Alexander Kleymenov |